# Moon-Bardet-Biedl syndrom
 Denne artikel bør gennemlæses af en person med fagkendskab for at sikre den faglige korrekthed.

Moon-Bardet-Biedl syndrom er en genetisk sygdom, der skyldes et recessivt gen. Hovedsymptomerne er overvægt, mental retardering, polydaktyli, sterilitet samt i nogle tilfælde nyresvigt.